# Abarth Grande Punto S2000
Chronologie des modèles (2006 - 2011)
Fiat Punto S1600
Peu après le lancement de la Fiat Grande Punto en 2005, Fiat lance deux modèles sportifs, l'Abarth Grande Punto pour le grand public et la Fiat Grande Punto S2000 pour les compétitions de rallyes  automobiles réservées aux voitures Super 2000 (2010-2012), l'Intercontinental Rally Challenge-IRC (2006-2012) et le Championnat du monde des rallyes - 2-S-WRC depuis 2013.

## Abarth Grande Punto S2000
Ce modèle, lancé en 2006, a d'abord été badgé Fiat Grande Punto S2000 durant les deux premières années. Ce n'est qu'en 2008, après la constitution de l'équipe Abarth Corse qu'elle est devenue Abarth Grande Punto S2000.
Développée pour le rallye automobile dans le but de courir en championnat IRC, la Grande Punto S2000 débuta en 2006 aux mains de pilotes italiens. Elle gagna la première édition de l'IRC et le championnat italien des rallyes en 2006 et 2007.
Cette auto dispose d'un moteur atmosphérique Fiat-Abarth de 1 997 cm3 de cylindrée développant une puissance de 275 chevaux, d'une transmission intégrale avec boite de vitesses à commande séquentielle à 6 rapports.
L'Abarth Grande Punto S2000 a remporté quatre fois le Championnat d'Europe des rallyes en 2006, 2009, 2010 et 2011. Entre sa participation à la première course en 2006 et son retrait en 2011, la Punto S2000 a remporté plus de 100 rallyes dans différents championnats régionaux, nationaux et internationaux.

Galerie
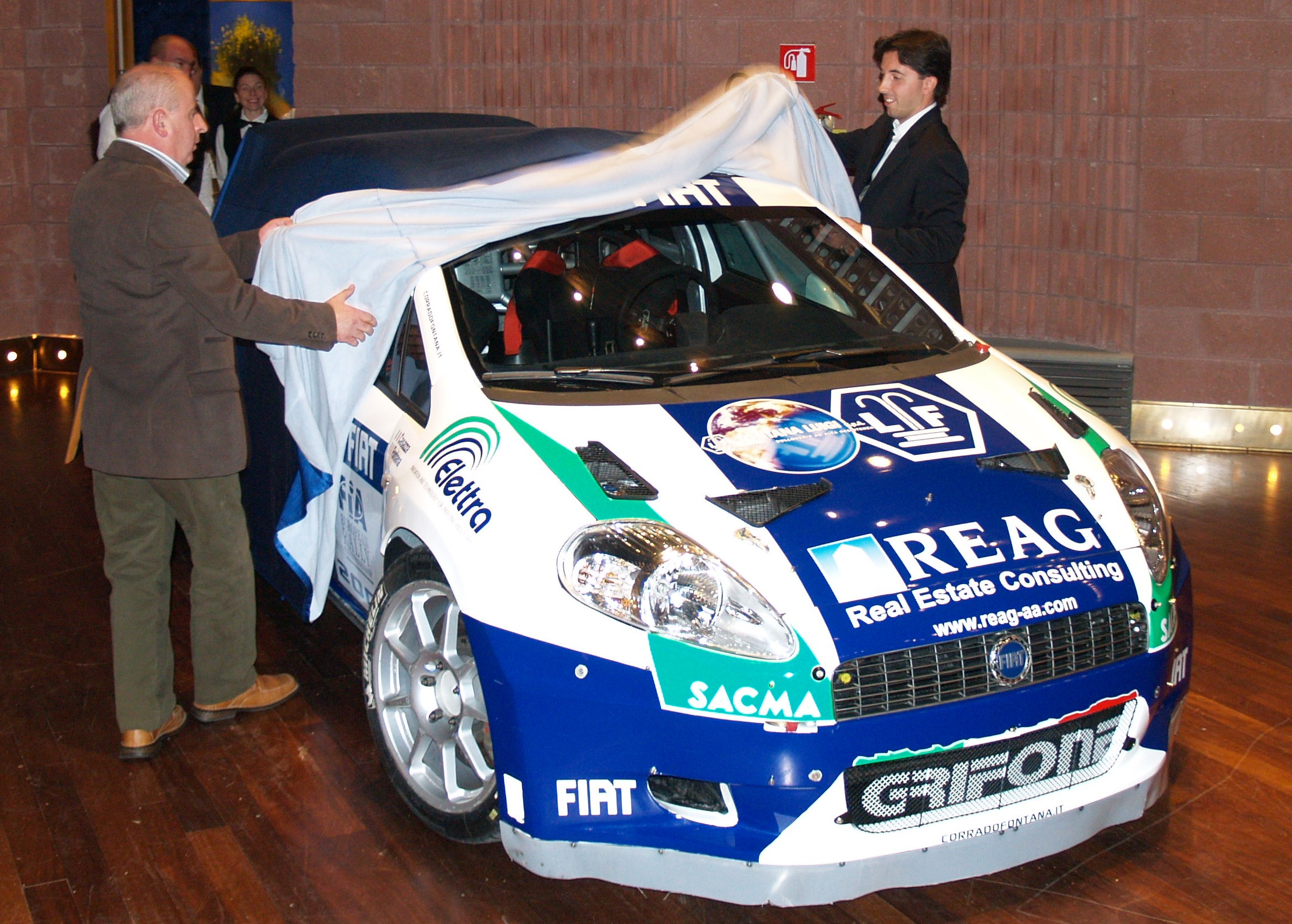
Présentation de la Grande Punto S2000.
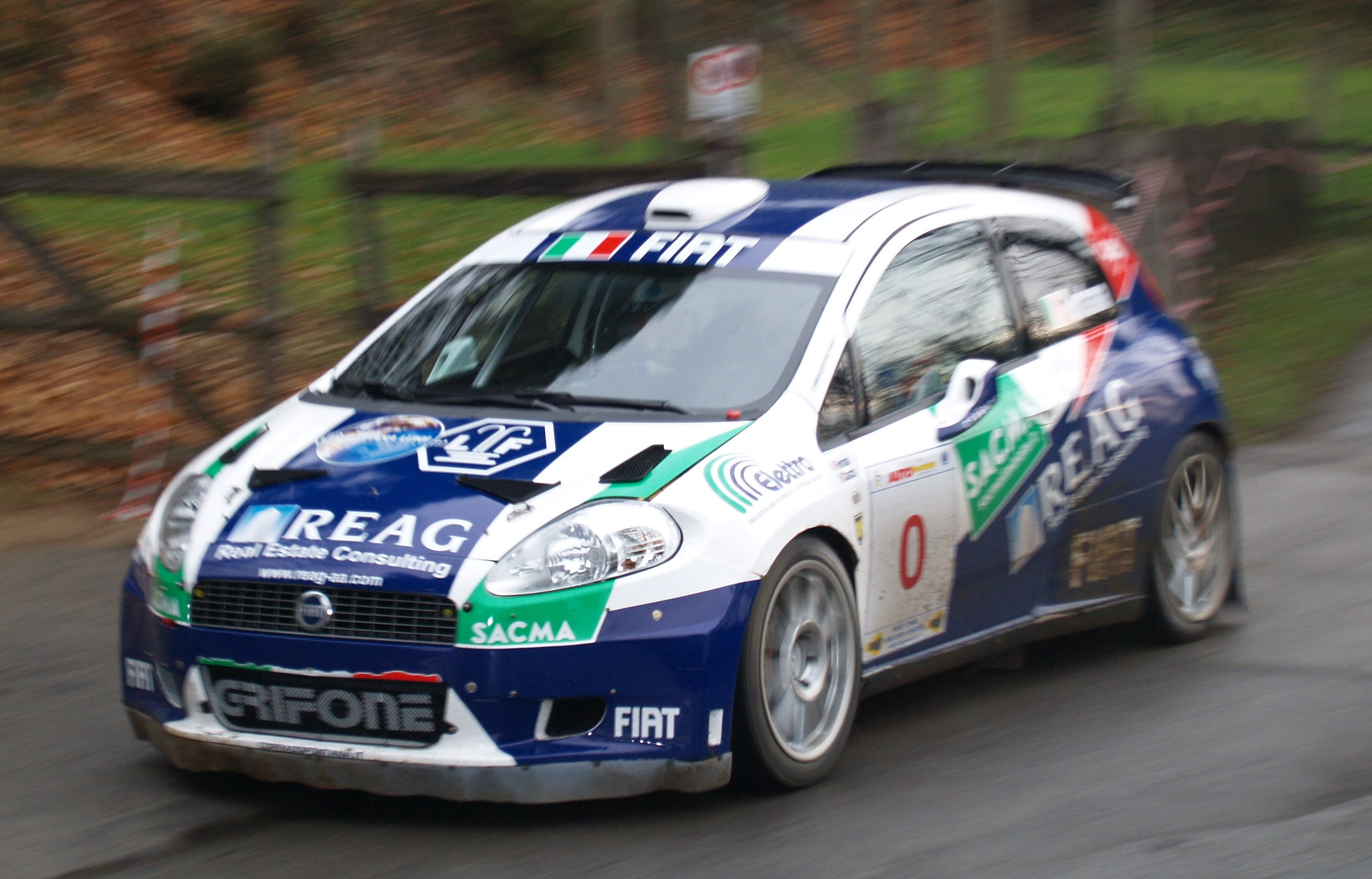
Grande Punto S2000 en action (2006).
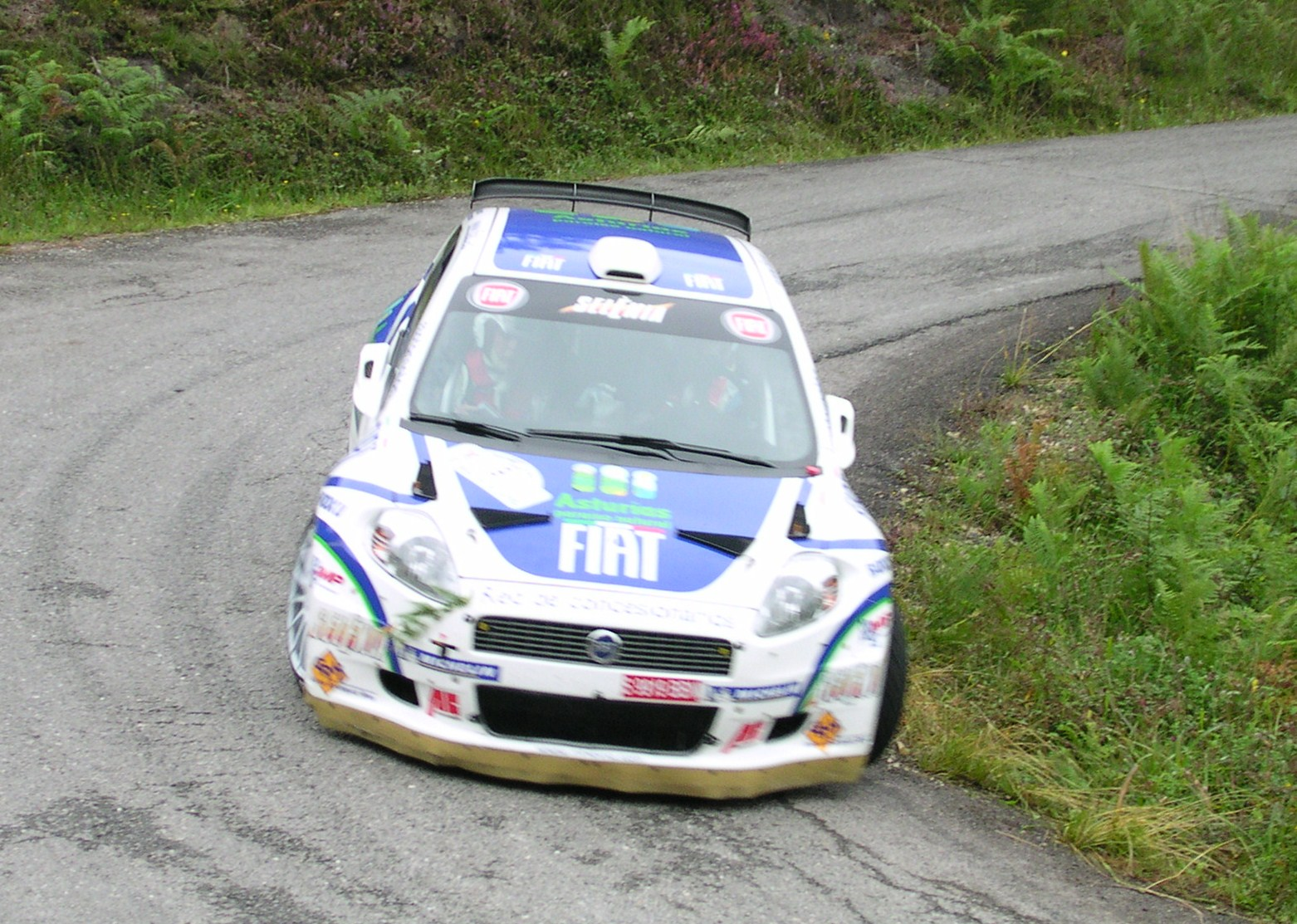
La voiture championne d'Italie en 2006 et 2007.

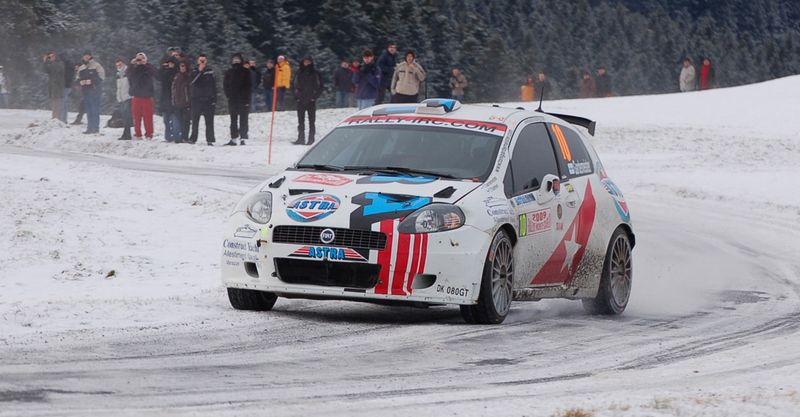
Modèle privé au Monte-Carlo 2009.
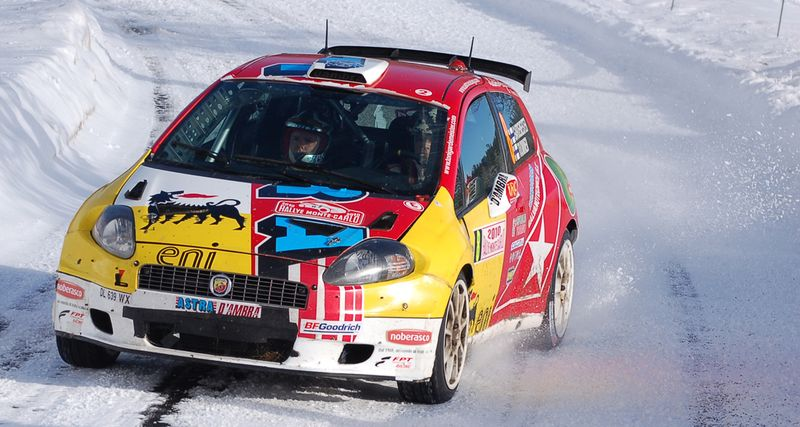
Modèle privé au Monte-Carlo 2010.

## Palmarès

### Victoires en IRC
| Nº | Année | Rallye                  | Pilote             | Copilote       |
| -- | ----- | ----------------------- | ------------------ | -------------- |
| 1  | 2006  | 48° Rallye Sanremo      | Paolo Andreucci    | Anna Andreussi |
| 2  | 2007  | 1er Rallye de Russie    | Anton Alén         | Timo Alanne    |
| 3  | 2008  | 45° Rallye des Asturies | Giandomenico Basso | Mitia Dotta    |
| 4  | 2008  | 50° Rallye Sanremo      | Giandomenico Basso | Mitia Dotta    |
| 5  | 2009  | 50° Rallye de Madère    | Giandomenico Basso | Mitia Dotta    |

### Victoires en Championnat d'Europe
| Nº | Année | Rallye                | Pilote             | Copilote          |
| -- | ----- | --------------------- | ------------------ | ----------------- |
| 1  | 2006  | Rallye des 1000 Miles | Paolo Andreucci    | Anna Andreussi    |
| 2  | 2006  | Fiat Rally            | Giandomenico Basso | Mitia Dotta       |
| 3  | 2006  | Rallye d'Ypres        | Giandomenico Basso | Mitia Dotta       |
| 4  | 2006  | Rallye de Bulgarie    | Giandomenico Basso | Mitia Dotta       |
| 5  | 2006  | Rallye de Madère      | Giandomenico Basso | Mitia Dotta       |
| 6  | 2007  | Rallye des 1000 Miles | Giandomenico Basso | Mitia Dotta       |
| 7  | 2007  | Rallye Halkidiki      | Volkan Isik        | Kaan Özşenler     |
| 8  | 2008  | Rallye de Croatie     | Corrado Fontana    | Renzo Casazza     |
| 9  | 2009  | Rallye des 1000 Miles | Giandomenico Basso | Mitia Dotta       |
| 10 | 2009  | Rallye de Bulgarie    | Giandomenico Basso | Mitia Dotta       |
| 11 | 2009  | Rallye d'Antibes      | Giandomenico Basso | Mitia Dotta       |
| 12 | 2010  | Rallye de Croatie     | Luca Rossetti      | Matteo Chiarcossi |
| 13 | 2010  | Rallye du Bosphore    | Luca Rossetti      | Matteo Chiarcossi |
| 14 | 2010  | Rallye du Valais      | Luca Rossetti      | Matteo Chiarcossi |
| 15 | 2011  | Rallye de Croatie     | Luca Rossetti      | Matteo Chiarcossi |
| 16 | 2011  | Rallye de Bulgarie    | Luca Rossetti      | Matteo Chiarcossi |
| 17 | 2011  | Rallye d'Antibes      | Luca Rossetti      | Matteo Chiarcossi |